# Fruges
Fruges est une commune française située dans le département du Pas-de-Calais en région Hauts-de-France. Ses habitants sont appelés les Frugeois.
La commune est le siège de la communauté de communes du Haut Pays du Montreuillois qui regroupe 49 communes et compte 15 703 habitants en 2021.

## Géographie

### Localisation
Localisée dans le centre du département du Pas-de-Calais au cœur du pays des Sept Vallées, Fruges est une commune de la vallée de la  Lys située, à vol d'oiseau, à 16 km au nord de la commune d'Hesdin-la-Forêt et à 26 km au nord-est de la commune de Montreuil-sur-Mer (chef-lieu d'arrondissement).
Le territoire de la commune est limitrophe de ceux de neuf communes.
Les communes limitrophes sont Radinghem, Lugy, Ruisseauville, Senlis, Verchin, Canlers, Coupelle-Neuve, Coupelle-Vieille et Créquy.

### Géologie et relief
La superficie de la commune est de 18,9 km2 ; son altitude varie de 84  à   171 mètres.

### Hydrographie

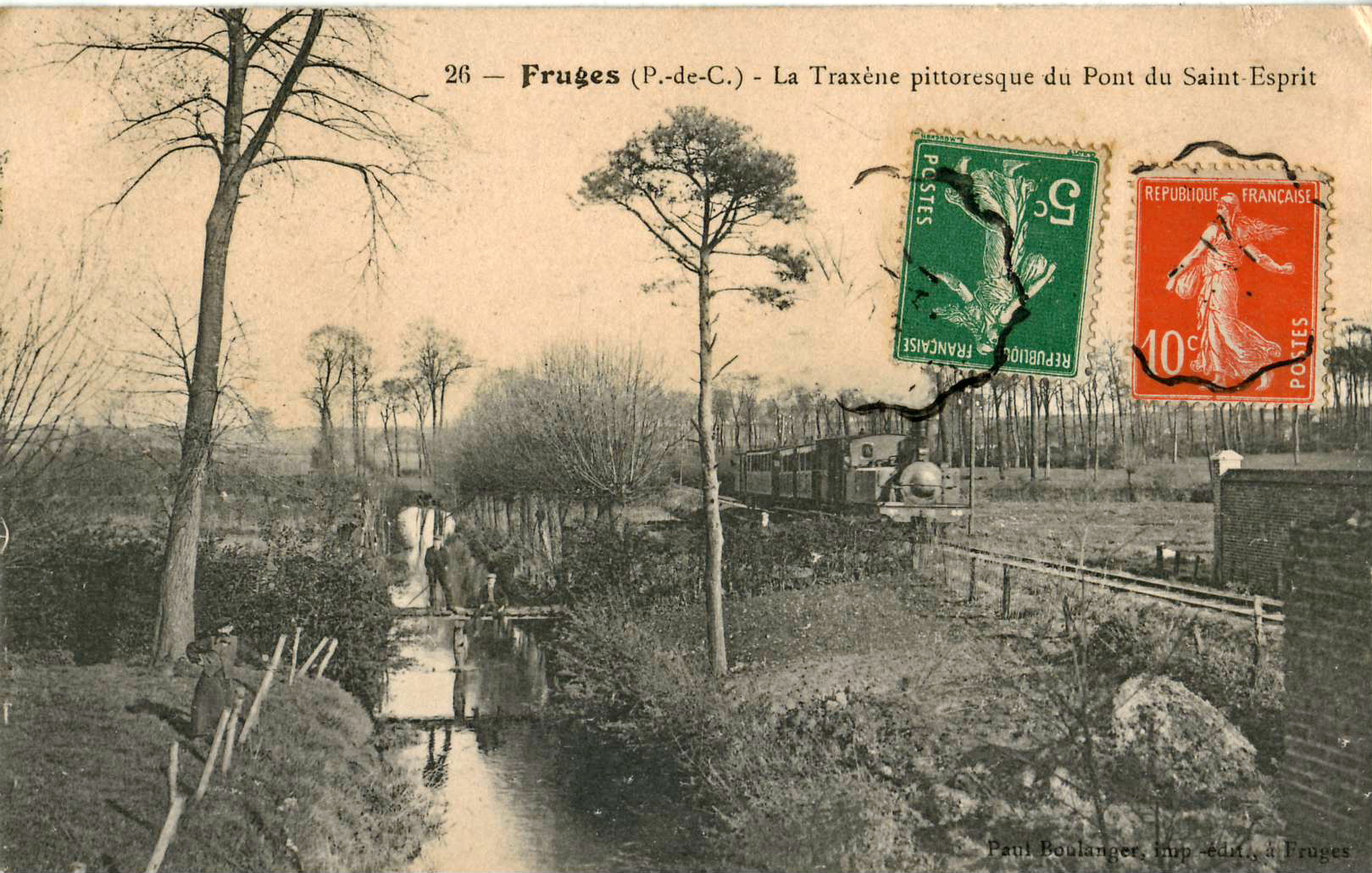
La Traxenne au début du XX, longée par le petit train de la ligne d'Aire-sur-la-Lys à Berck-Plage.

Le territoire de la commune est situé dans le bassin Artois-Picardie.
La commune est traversée par dix cours d'eau :
- la Lys, d'une longueur de 134,01 km, qui prend sa source dans la commune de Lisbourg, dans le département du Pas-de-Calais, et se jette dans l'Escaut au niveau de la commune de Gand, en Belgique[4] ;
- la rivière Traxenne, d'une longueur de 6,23 km, qui prend sa source dans la commune de Coupelle-Vieille et se jette dans la Lys au niveau de la commune de Lugy[5] avec comme affluents dans la commune :
  - le ruisseau de Coupelle-Vieille, d'une longueur de 3,48 km, qui prend sa source dans la commune et se jette dans la Traxenne au niveau de la commune[6],
  - le Fruges, d'une longueur de 2,17 km qui prend sa source à Coupelle-Neuve et se jette dans la Traxenne au niveau de la commune[7],
  - le Coupelle-Vieille, d'une longueur de 1,69 km, qui prend sa source et se jette dans la Traxenne au niveau de la commune[8],
  - le Basleau, d'une longueur de 1,61 km qui prend sa source dans la commune et se jette dans la Traxenne au niveau de la commune[9].
- le Rê d'Herbecques, d'une longueur de 1,27 km, qui prend sa source au niveau de la commune de Verchin et se jette dans la Lys au niveau de la commune[10] ;

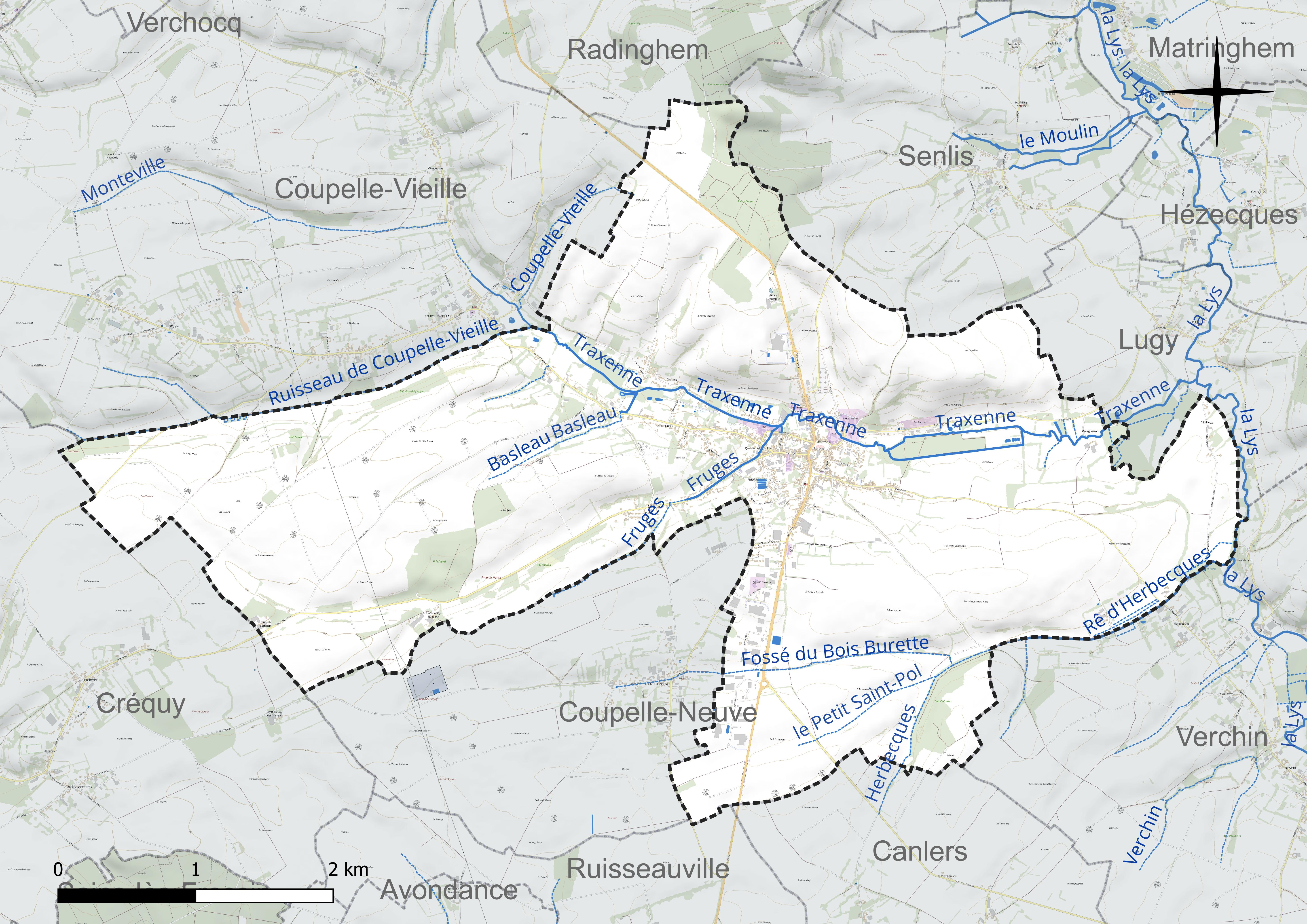
Réseau hydrographique de Fruges.

- le Herbecques, d'une longueur de 1,69 km, qui prend sa source au niveau de la commune de Canlers et termine sa course dans la commune[11] avec comme affluents dans la commune :
  - le fossé du bois Burette, d'une longueur de 2,48 km, qui prend sa source au niveau de la commune de Coupelle-Neuve et se jette dans le Herbecques au niveau de la commune[12],
  - le Petit Saint-Pol, d'une longueur de 1,11 km, qui prend sa source au niveau de la commune et se jette dans le Herbecques au niveau de la commune[13].

### Climat
Pour des articles plus généraux, voir Climat des Hauts-de-France et Climat du Pas-de-Calais.
En 2010, le climat de la commune est de type climat océanique altéré, selon une étude du CNRS s'appuyant sur une série de données couvrant la période 1971-2000. En 2020, Météo-France publie une typologie des climats de la France métropolitaine dans laquelle la commune est exposée à un climat océanique et est dans la région climatique Côtes de la Manche orientale, caractérisée par un faible ensoleillement (1 550 h/an) ; forte humidité de l’air (plus de 20 h/jour avec humidité relative > 80 % en hiver), vents forts fréquents.
Pour la période 1971-2000, la température annuelle moyenne est de 10,2 °C, avec une amplitude thermique annuelle de 13,3 °C. Le cumul annuel moyen de précipitations est de 951 mm, avec 12,9 jours de précipitations en janvier et 8,7 jours en juillet. Pour la période 1991-2020, la température moyenne annuelle observée sur la station météorologique la plus proche, située sur la commune de Radinghem à 4 km à vol d'oiseau, est de 10,5 °C et le cumul annuel moyen de précipitations est de 1 038,1 mm,. Pour l'avenir, les paramètres climatiques de la commune estimés pour 2050 selon différents scénarios d'émission de gaz à effet de serre sont consultables sur un site dédié publié par Météo-France en novembre 2022.
| Mois                                  | jan.             | fév.           | mars          | avril           | mai             | juin           | jui.           | août           | sep.          | oct.            | nov.            | déc.           | année      |
| ------------------------------------- | ---------------- | -------------- | ------------- | --------------- | --------------- | -------------- | -------------- | -------------- | ------------- | --------------- | --------------- | -------------- | ---------- |
| Température minimale moyenne (°C)     | 1,6              | 1,6            | 3,3           | 5               | 8               | 10,8           | 12,9           | 13,1           | 10,8          | 8,1             | 4,8             | 2,2            | 6,8        |
| Température moyenne (°C)              | 4                | 4,4            | 6,8           | 9,4             | 12,4            | 15,2           | 17,4           | 17,7           | 14,9          | 11,4            | 7,4             | 4,5            | 10,5       |
| Température maximale moyenne (°C)     | 6,4              | 7,1            | 10,2          | 13,8            | 16,8            | 19,6           | 22             | 22,2           | 19            | 14,7            | 9,9             | 6,9            | 14         |
| Record de froid (°C) date du record   | −13,8 02.01.1997 | −14,6 04.02.12 | −10 04.03.05  | −3,8 02.04.1996 | −0,7 05.05.1996 | 1,4 02.06.1991 | 5,7 07.07.1996 | 6,6 13.08.1993 | 3 17.09.1994  | −4,3 29.10.1997 | −7,8 23.11.1998 | −12,3 18.12.10 | −14,6 2012 |
| Record de chaleur (°C) date du record | 15 01.01.22      | 18,4 26.02.19  | 23,2 31.03.21 | 25,5 20.04.18   | 30,2 27.05.05   | 32,8 21.06.17  | 40,4 25.07.19  | 36,7 10.08.03  | 32,1 09.09.23 | 28,1 01.10.11   | 20 01.11.15     | 15,7 30.12.22  | 40,4 2019  |
| Précipitations (mm)                   | 97,7             | 84,7           | 71,6          | 60,1            | 69,5            | 70,3           | 72,9           | 83,6           | 76,9          | 107,8           | 118,6           | 124,4          | 1 038,1    |

### Paysages
Pour un article plus général, voir Paysage en France.
La commune est située à la jonction de deux paysages tels qu'ils sont définis dans l'atlas des paysages de la région Nord-Pas-de-Calais, conçu par la direction régionale de l'Environnement, de l'Aménagement et du Logement (DREAL), : 
- le « paysage montreuillois » , qui concerne 98 communes, se délimite : à l'Ouest par des falaises qui, avec le recul de la mer, ont donné naissance aux bas-champs ourlées de dunes ; au Nord par la boutonnière du Boulonnais ; au sud par le vaste plateau formé par la vallée de l'Authie, et à l'Est par les paysages du Ternois et de Haut-Artois. Ce paysage régional, avec, dans son axe central, la vallée de la Canche et ses nombreux affluents comme la Course, la Créquoise, la Planquette…, offre une alternance de vallées et de plateaux, appelée « ondulations montreuilloises ». Dans ce paysage, et plus particulièrement sur les plateaux, on cultive la betterave sucrière, le blé et le maïs, et les plateaux entre la Ternoise et la Créquoise sont couverts de vastes massifs forestiers comme la forêt d'Hesdin, les bois de Fressin, Sains-lès-Fressin, Créquy…[21].

- les « paysages des hauts plateaux artésiens », qui concernent 77 communes du Pas-de-Calais, se situent à l'extrémité ouest des collines de l'Artois qui traversent le Pas-de-Calais d'Arras au Boulonnais. L'alltitude de ces paysages dépassent les 180 mètres. Ces dimensions sont modestes, d'une quinzaine de kilomètres du sud-est au nord-ouest et d'une vingtaine de kilomètres dans sa dimension la plus grande[22].

Ces « paysages des hauts plateaux artésiens », appelés aussi « Haut Artois », se caractérisent par trois ensembles écopaysagers :
- - l'ensemble mésophile ouvert du plateau artésien calcaire ;
  - l'ensemble alluvial des fonds de vallée de la Lys et de l'Aa ;
  - l'ensemble calcicole des versants calcaires des vallées[22].

Le « Haut Artois » dispose d'une importante densité de corridors biologiques bien interconnectés.
Dans le « Haut Artois », pas de villes, c'est une des rares terres rurales de la région, les communes les plus importantes sont, du nord au sud, Lumbres, Fauquembergues et Fruges. Le « Haut Artois », drainé par l'Aa et la Lys, constitue le sommet de l'anticlinal artésien, paysage ventée, froid et aux précipitations importantes qui en font le château d'eau régional.
Leș cultures représentent environ 60 % des sols, les prairies entre 26 et 27 %, les bois de 5 à 8 % et les villages et bourgs de 5 à 8 %, l'industrie y est peu présente.

### Milieux naturels et biodiversité

#### Zones naturelles d'intérêt écologique, faunistique et floristique
L’inventaire des zones naturelles d'intérêt écologique, faunistique et floristique (ZNIEFF) a pour objectif de réaliser une couverture des zones les plus intéressantes sur le plan écologique, essentiellement dans la perspective d’améliorer la connaissance du patrimoine naturel national et de fournir aux différents décideurs un outil d’aide à la prise en compte de l’environnement dans l’aménagement du territoire.
Le territoire communal comprend une ZNIEFF de type 1 : la Haute Lys et ses végétations alluviales en amont de Thérouanne. D'une altitude variant de 38  à   153 m et d'une superficie de 1 053 ha, ce site correspond au fond de vallée et à quelques versants, depuis les sources jusqu’à la commune de Thérouanne.
et une ZNIEFF de type 2 : la haute vallée de la Lys et ses versants en amont de Thérouanne. L’entité paysagère de la haute vallée de la Lys et ses versants s’étire sur une vingtaine de kilomètres du Nord au Sud pour moins de dix d’Est en Ouest dans le Haut Artois.

Carte des ZNIEFF de type 1 et 2 sur la commune
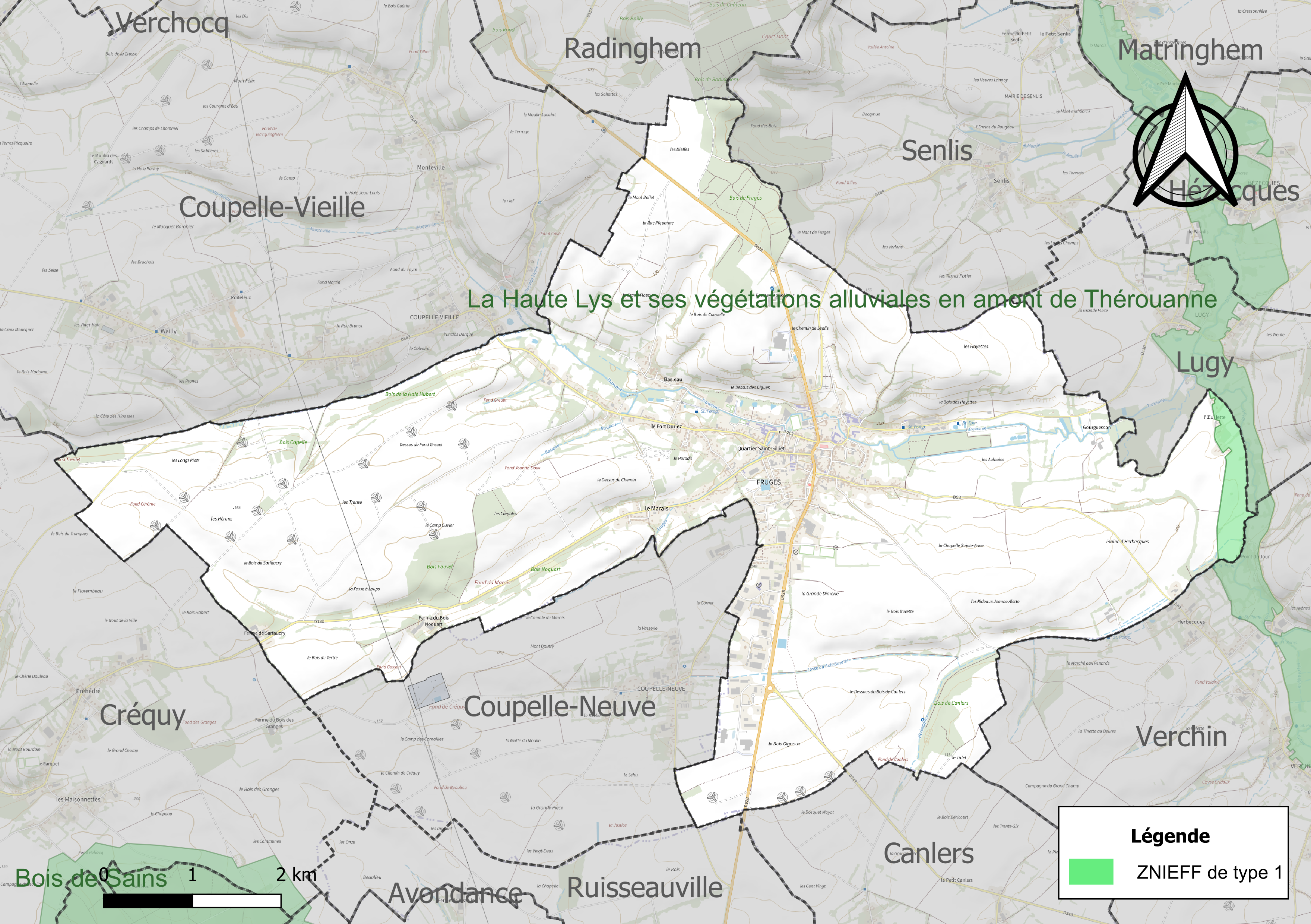
Carte de la ZNIEFF de type 1 sur la commune.
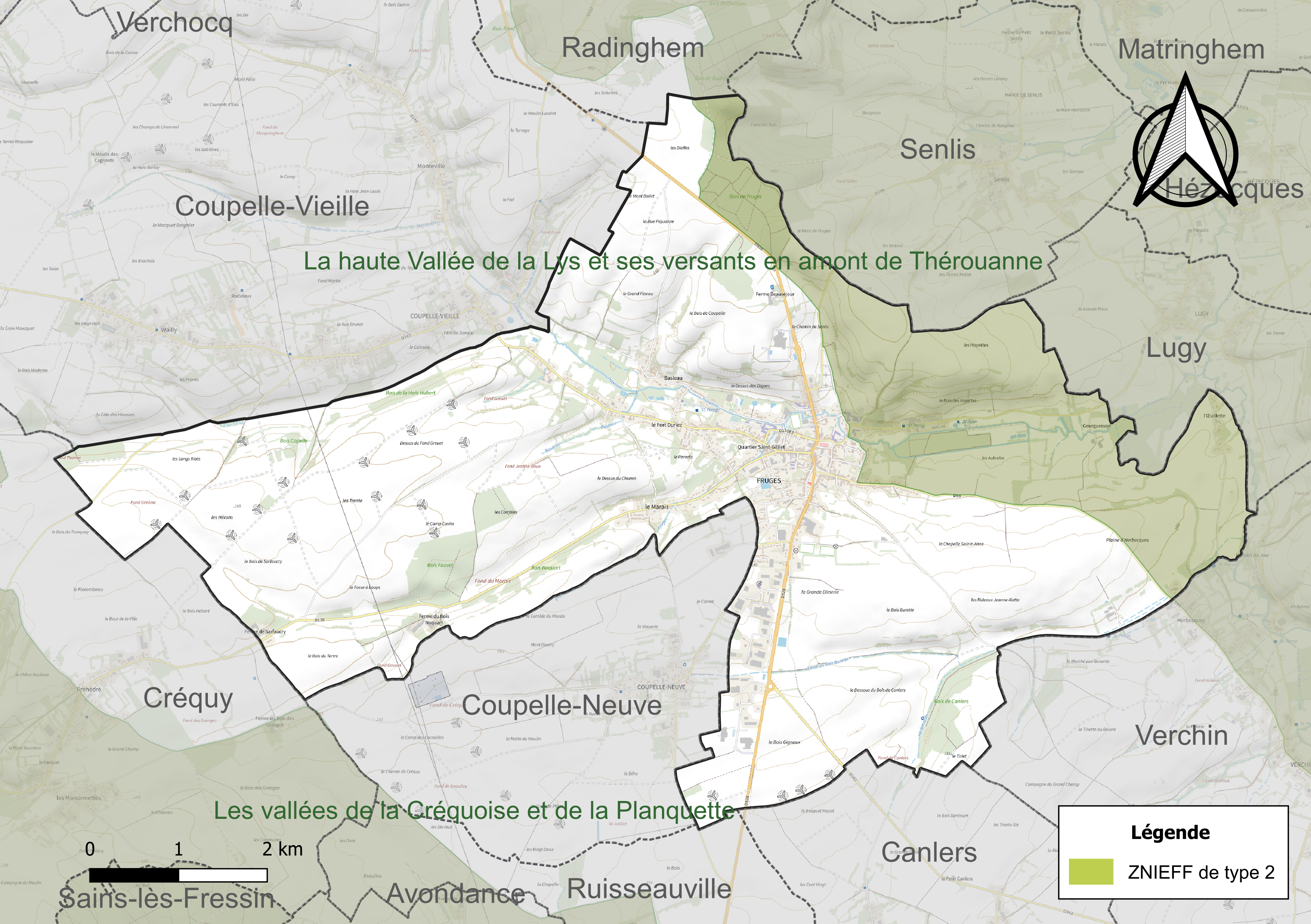
Carte de la ZNIEFF de type 2 sur la commune.

#### Espèces faunistiques et floristiques
Le site de l’Inventaire national du patrimoine naturel (INPN) recense 423 espèces faunistiques et floristiques sur le territoire de la commune dont 62 protégées et 22 taxons (espèces et sous-espèces) menacées et quasi-menacées.

## Urbanisme

### Typologie
Au 1er janvier 2024, Fruges est catégorisée bourg rural, selon la nouvelle grille communale de densité à sept niveaux définie par l'Insee en 2022.
Elle appartient à l'unité urbaine de Fruges, une unité urbaine monocommunale constituant une ville isolée,. Par ailleurs la commune fait partie de l'aire d'attraction de Fruges, dont elle est la commune-centre,. Cette aire, qui regroupe 22 communes, est catégorisée dans les aires de moins de 50 000 habitants,.

### Occupation des sols
L'occupation des sols de la commune, telle qu'elle ressort de la base de données européenne d’occupation biophysique des sols Corine Land Cover (CLC), est marquée par l'importance des territoires agricoles (86,4 % en 2018), en diminution par rapport à 1990 (90,9 %). La répartition détaillée en 2018 est la suivante : 
terres arables (63,1 %), prairies (20 %), zones urbanisées (8 %), forêts (3,7 %), zones agricoles hétérogènes (3,2 %), zones industrielles ou commerciales et réseaux de communication (1,9 %). L'évolution de l’occupation des sols de la commune et de ses infrastructures peut être observée sur les différentes représentations cartographiques du territoire : la carte de Cassini (XVIIIe siècle), la carte d'état-major (1820-1866) et les cartes ou photos aériennes de l'IGN pour la période actuelle (1950 à aujourd'hui).

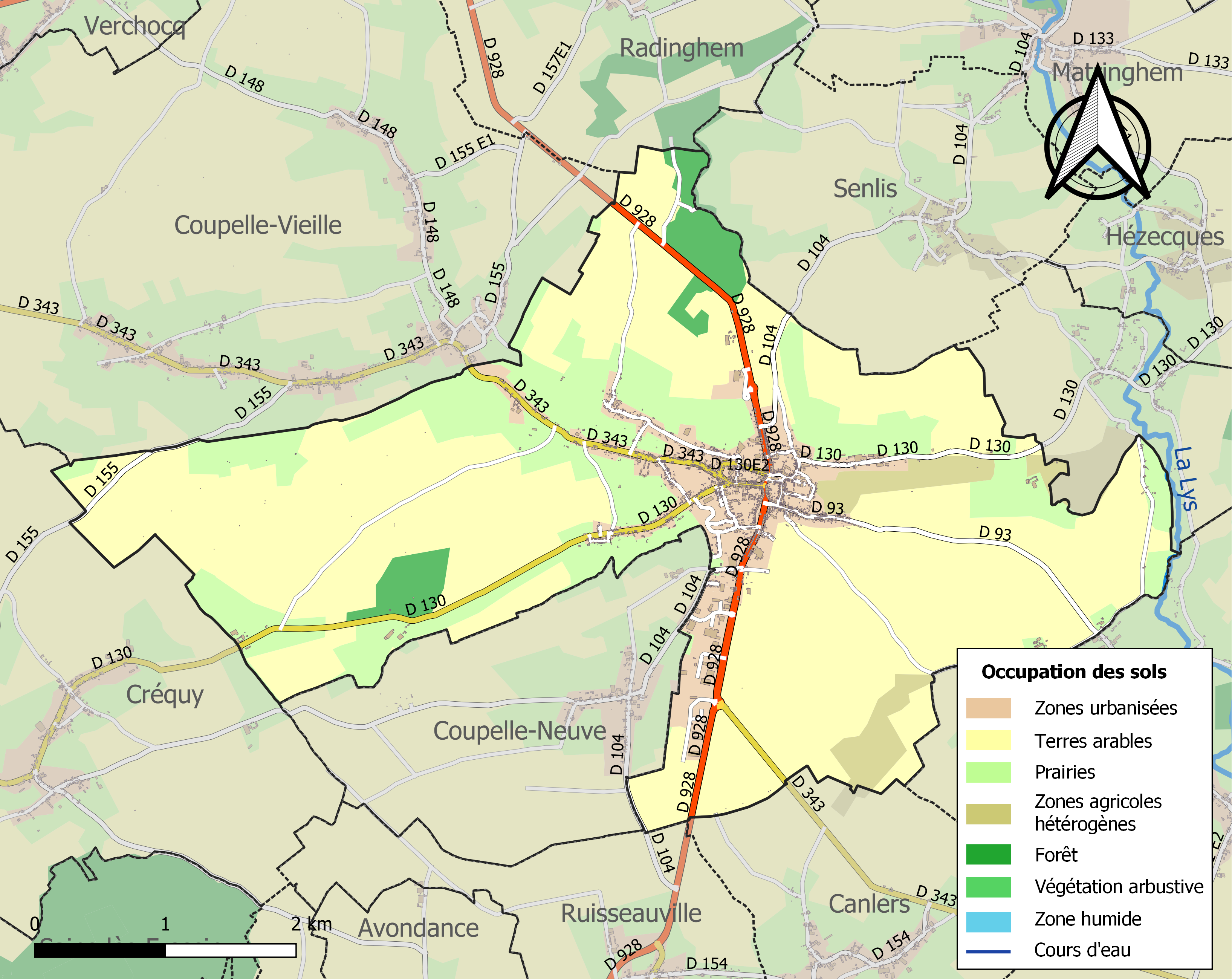
Carte des infrastructures et de l'occupation des sols de la commune en 2018 (CLC).

### Voies de communication et transports

#### Voies de communication
La commune se trouve sur la route départementale RD 928 entre Saint-Omer et Abbeville. Elle est également à proximité des RD 126-RD 157, entre Montreuil-sur-Mer et Thérouanne, et de la RD 939 entre Le Touquet-Paris-Plage et Arras.

#### Transport ferroviaire

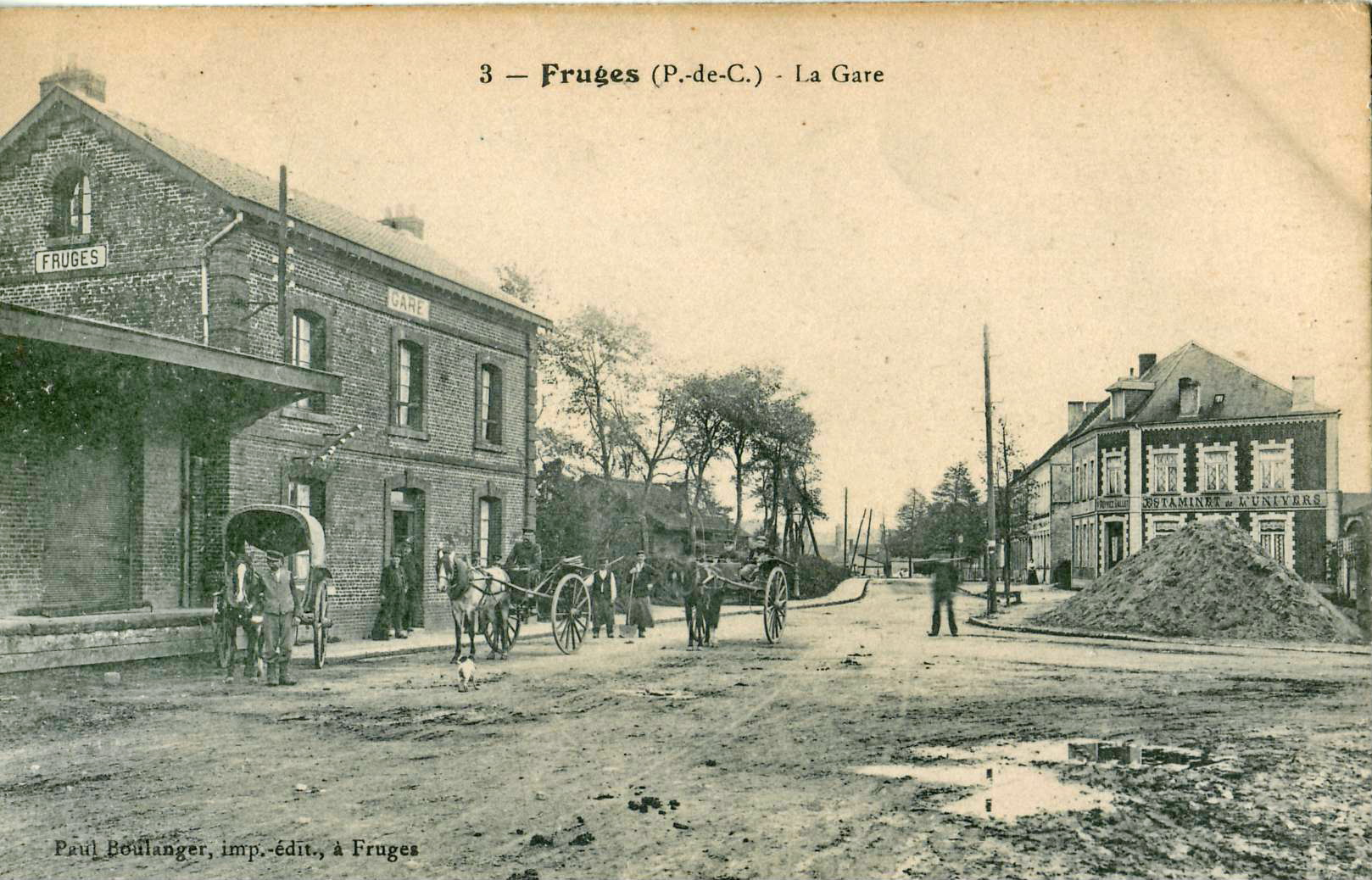
Fruges fut desservie par deux lignes de chemin de fer secondaire à voie métrique, celle d'Aire-sur-la-Lys à Berck-Plage et celle d'Anvin à Calais.

La commune se trouve à 12 km au nord de la gare de Blangy-sur-Ternoise, située sur la ligne de Saint-Pol-sur-Ternoise à Étaples, desservie par des trains TER Hauts-de-France.
La commune était située sur la ligne de chemin de fer Aire-sur-la-Lys - Berck-Plage, une ancienne ligne de chemin de fer qui reliait dans le département du Pas de Calais, entre 1893 et 1955, Aire-sur-la-Lys à Berck et sur celle d'Anvin à Calais.

### Risques naturels et technologiques

#### Risque inondation
À la suite du passage des tempêtes Ciarán, Domingos et Elisa et des inondations et coulées de boue qui se sont produites, la commune est reconnue, par arrêté du 14 novembre 2023, en état de catastrophe naturelle pour inondations et coulées de boue sur la période du 2 au 12 novembre 2023, comme 179 autres communes du département.

## Toponymie

### Attestations anciennes et étrangères
Le nom de la localité est attesté sous les formes Frusiis et Frusiae en 1119 ; Fruisgis en 1130 ; Frusiies en 1142 ; Frucae en 1163 ; Fruises du 1177 au 1191 ; Frugies en 1180 ; Fruses en 1194 ; Frutines au XIIe siècle ; Frvsges en 1202 ; Fuisses en 1207 ; Fruses en 1225 ; Frugez en 1254 ; Fruges en 1277 ; Fruisgae au XIIIe siècle ; Fruighes en 1336 ; Fruisces en 1358 ; Fruzes en 1368 ; Frugiae en 1412; Fruges en 1793 et en 1801.
Frusje et Fruggen en flamand et Fruche  en picard.

### Étymologie
L'origine du nom de la localité viendrait soit de l'anthroponyme germanique Frotguis suivi du suffixe -as « domaine (de) » ou du latin frutea « lieu planté d'arbrisseaux ».

## Histoire
En décembre 1475, le duc de Bourgogne (et comte de Flandre) Charles le Téméraire, délivre à Malines des lettres d'anoblissement en faveur de Jean de la Haye, domicilié à Hellebecque, paroisse de Fruges en Artois. Le bénéficiaire est considéré comme homme d'honorable état, extrait de bonne et notable génération, ayant rendu des services au duc défunt, Philippe le Bon, et au duc actuel pendant les guerres. Il porte pour armes « d'argent au chevron de sable accompagné de trois merlettes de même ». Un de ses successeurs a été comte d'Hézecques.

## Politique et administration

### Découpage territorial
La commune se trouve dans l'arrondissement de Montreuil du département du Pas-de-Calais, depuis 1801.

#### Commune et intercommunalités
Fruges était le siège de la petite communauté de communes du canton de Fruges et environs, un établissement public de coopération intercommunale (EPCI) à fiscalité propre créé fin 1994.
Dans le cadre des dispositions de la loi portant nouvelle organisation territoriale de la République du 7 août 2015, qui prévoit que les établissements publics de coopération intercommunale (EPCI) à fiscalité propre doivent avoir un minimum de 15 000 habitants, cette intercommunalité a fusionné avec sa voisine pour former, le 1er janvier 2017, la communauté de communes du Haut Pays du Montreuillois dont Fruges est le siège.

#### Circonscriptions administratives
La commune était depuis 1793 le chef-lieu du canton de Fruges. Dans le cadre du redécoupage cantonal de 2014 en France, cette circonscription administrative territoriale a disparu, et le canton n'est plus qu'une circonscription électorale.
Pour les élections départementales, la commune est le bureau centralisateur depuis 2014 du canton de Fruges

#### Circonscriptions électorales
Pour l'élection des députés, la commune fait partie depuis 1986 de la quatrième circonscription du Pas-de-Calais.

### Jumelages
| Ville | Ville             | Pays | Pays      | Période     |
| ----- | ----------------- | ---- | --------- | ----------- |
|       | Bigge-Olsberg (d) |      | Allemagne | depuis 1965 |

## Équipements et services publics

### Espaces publics
La commune de Fruges a reçu le label « Ville Internet @@ ».

### Enseignement
La commune est située dans l'académie de Lille et dépend, pour les vacances scolaires, de la zone B.
Sur son territoire se trouve cinq établissements scolaires :
- la commune administre l'école primaire en regroupement pédagogique concentré ;
- le département gère le collège « Jacques Brel » ;
- l'organisme de gestion de l'enseignement catholique (OGEC) gère trois établissements privés : l'école primaire Jeanne d'Arc, le collège « Saint Bertulphe » et le lycée professionnel « Sainte Marie »[51].

### Santé
La commune est équipée d'un établissement d'hébergement pour personnes âgées dépendantes (Ehpad) privé non lucratif ainsi que d'une maison de santé regroupant l'ensemble des services médicaux de la commune.

### Justice, sécurité, secours et défense
La commune dépend du tribunal de proximité de Montreuil-sur-Mer, du conseil de prud'hommes de Boulogne-sur-Mer, du tribunal judiciaire de Boulogne-sur-Mer, de la cour d'appel de Douai, du tribunal de commerce de Boulogne-sur-Mer, du tribunal administratif de Lille, de la cour administrative d'appel de Douai, du pôle nationalité du tribunal judiciaire de Boulogne-sur-Mer et du tribunal pour enfants de Boulogne-sur-Mer.

## Population et société

### Démographie
Les habitants de la commune sont appelés les Frugeois.

#### Évolution démographique
L'évolution du nombre d'habitants est connue à travers les recensements de la population effectués dans la commune depuis 1793. Pour les communes de moins de 10 000 habitants, une enquête de recensement portant sur toute la population est réalisée tous les cinq ans, les populations de référence des années intermédiaires étant quant à elles estimées par interpolation ou extrapolation. Pour la commune, le premier recensement exhaustif entrant dans le cadre du nouveau dispositif a été réalisé en 2008.

En 2022, la commune comptait 2 349 habitants, en évolution de −1,63 % par rapport à 2016 (Pas-de-Calais : −0,72 %, France hors Mayotte : +2,11 %).
| 1793  | 1800  | 1806  | 1821  | 1831  | 1836  | 1841  | 1846  | 1851  |
| ----- | ----- | ----- | ----- | ----- | ----- | ----- | ----- | ----- |
| 2 518 | 2 747 | 2 307 | 3 000 | 3 038 | 3 134 | 2 952 | 3 086 | 3 052 |

| 1856  | 1861  | 1866  | 1872  | 1876  | 1881  | 1886  | 1891  | 1896  |
| ----- | ----- | ----- | ----- | ----- | ----- | ----- | ----- | ----- |
| 2 901 | 2 949 | 2 944 | 2 980 | 2 992 | 2 968 | 3 172 | 3 090 | 3 076 |

| 1901  | 1906  | 1911  | 1921  | 1926  | 1931  | 1936  | 1946  | 1954  |
| ----- | ----- | ----- | ----- | ----- | ----- | ----- | ----- | ----- |
| 3 080 | 3 020 | 2 966 | 2 935 | 2 752 | 2 712 | 2 796 | 2 653 | 2 489 |

| 1962  | 1968  | 1975  | 1982  | 1990  | 1999  | 2006  | 2008  | 2013  |
| ----- | ----- | ----- | ----- | ----- | ----- | ----- | ----- | ----- |
| 2 499 | 2 460 | 2 534 | 2 465 | 2 499 | 2 426 | 2 523 | 2 544 | 2 398 |

| 2018  | 2022  | - | - | - | - | - | - | - |
| ----- | ----- | - | - | - | - | - | - | - |
| 2 354 | 2 349 | - | - | - | - | - | - | - |

#### Pyramide des âges
En 2018, le taux de personnes d'un âge inférieur à 30 ans s'élève à 34,6 %, soit en dessous de la moyenne départementale (36,7 %). À l'inverse, le taux de personnes d'âge supérieur à 60 ans est de 29,3 % la même année, alors qu'il est de 24,9 % au niveau départemental.
En 2018, la commune comptait 1 127 hommes pour 1 227 femmes, soit un taux de 52,12 % de femmes, légèrement supérieur au taux départemental (51,50 %).
Les pyramides des âges de la commune et du département s'établissent comme suit.
| Hommes | Classe d’âge | Femmes |
| ------ | ------------ | ------ |
| 1,2    | 90 ou +      | 2,8    |
| 6,7    | 75-89 ans    | 11,2   |
| 17,5   | 60-74 ans    | 19,1   |
| 19,9   | 45-59 ans    | 19,5   |
| 15,6   | 30-44 ans    | 17,0   |
| 20,5   | 15-29 ans    | 15,1   |
| 18,6   | 0-14 ans     | 15,4   |

| Hommes | Classe d’âge | Femmes |
| ------ | ------------ | ------ |
| 0,5    | 90 ou +      | 1,6    |
| 5,6    | 75-89 ans    | 8,9    |
| 16,7   | 60-74 ans    | 18,1   |
| 20,2   | 45-59 ans    | 19,2   |
| 18,9   | 30-44 ans    | 18,1   |
| 18,2   | 15-29 ans    | 16,2   |
| 19,9   | 0-14 ans     | 17,9   |

### Manifestations culturelles et festivités

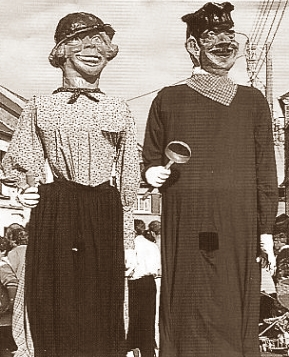
Pô-louche et Marie Robinet

La commune possède deux géants, figures gigantesques du folklore du Nord de la France et de la Belgique : Pô-louche et Marie Robinet. On les voit, chaque année fin août, lors du défilé de la Saint-Gilliet à Fruges.

### Sports et loisirs

#### Sport automobile
Depuis 2015, année de sa création, se déroule en octobre, le « rallye des 7 vallées d'Artois - Pas-de-Calais », rallye tout-terrain comptant pour le championnat de France et organisé par l'association sportive automobile du Détroit, il est le seul rallye tout-terrain du Nord-Pas-de-Calais. C'est dans la commune que se trouve le parc de regroupement et le parc fermé,.

## Culture locale et patrimoine

### Lieux et monuments

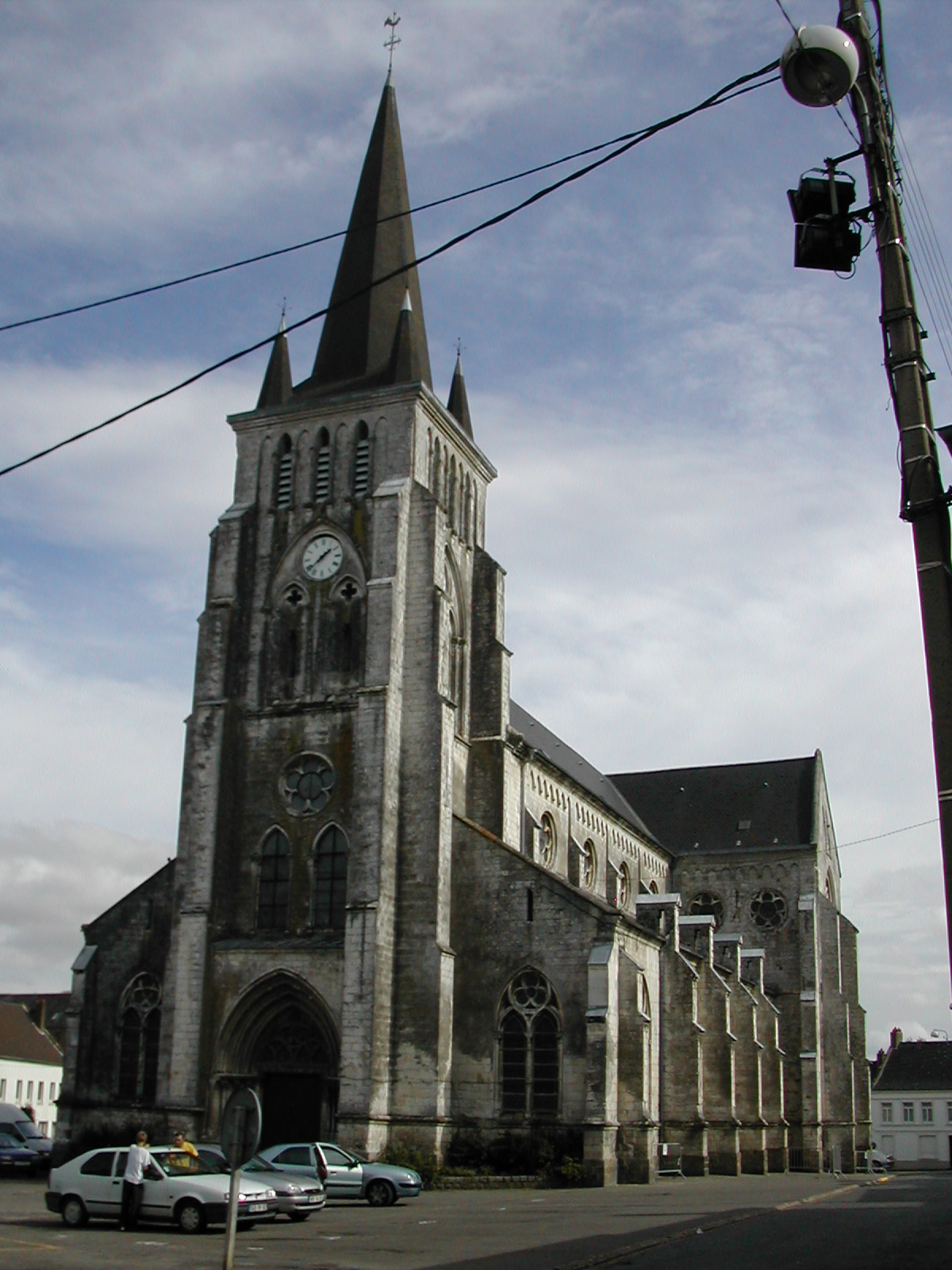
L'église Saint-Bertulphe.

- L'hôtel de ville, construit entre 1840 et 1842. Depuis cette date, l'extérieur du bâtiment n'a pas été modifié, l'intérieur a en revanche été modifié en 1997[63].
- L'église Saint-Bertulphe, construite de 1865 à 1877, de style néogothique, sur l'emplacement de la précédente par l'architecte Alexandre Grigny. L'église fait l'objet de travaux au début des années 1990 à la suite de dégâts provoqués par une tempête et un orage[64]. 
Les statues géantes en bois de tilleul de sainte Monique et de saint Augustin, vestiges de l'abbaye Sainte-Marie-au-Bois de Ruisseauville sont inscrites à l'inventaire des objets mobiliers classés[63].
- Le musée Abbé-Delétoille, inauguré en 1983. Il rassemble une collection de faïences, étains, cuivres datant des XVIIIe, XIXe et XXe siècles que l'abbé avait conservée. On peut y découvrir plus de 600 merveilles dont des pipes, chaussures, 200 cartes postales présentent la ville au début du XXe siècle[63].
- La promenade des Digues. Cette rue, bordée de marronniers, longe la Traxenne et conduit au moulin de Bat-l'Eau avec une roue hydraulique à aubes[63].
- Le monument aux morts[65].

### Patrimoine culturel
La commune s'était dotée, depuis 2010, d'une « Maison de la jeunesse et de l’innovation ». En 2022, elle devient la Médi@net, pour tous ceux qui désirent approfondir leurs connaissances ou souhaitent se former dans le domaine de l’informatique, accessible, dès 5 ans, aux habitants du territoire de la communauté de communes du Haut Pays du Montreuillois. Les locaux comprennent deux salles équipées de quinze postes informatiques, une pièce avec sept autres ordinateurs, et d’un « fablab », un laboratoire de fabrication, comprenant des outils : découpe laser, imprimantes 3D, une imprimante BN20 pour réaliser des marquages textiles et une brodeuse.

### Personnalités liées à la commune
- François Marie Dufour (1769-1815), général de division, est né à Fruges.
- François Robitaille (1800-1886), supérieur du grand séminaire d'Arras, doyen du chapitre d'Arras, membre de l'Académie d'Arras, est né à Fruges.
- Louis Boudenoot (1855-1922), polytechnicien et homme politique, est né à Fruges.
- Louis Faury (1874-1947), général de division, est né à Fruges.
- Henri Henneguelle (1908-1983), résistant et homme politique, est né à Fruges.
- Marcel Hénaux (1909-1945), avocat, résistant mort à Dachau, est né à Fruges.
- Marius Descamps (1924-1996), entomologiste, est né à Fruges.
- Alain Lamare (1956-), dit le tueur de l'Oise, est né à Fruges.

### Gastronomie
- Le Rollot de Fruges est un fromage au label Saveurs en'Or. Fromage picard originaire de la commune du même nom.

### Héraldique
| Blason de Fruges | Blason  | D'argent au lion de sable armé et lampassé de gueules ; au chef du même chargé de trois coqs hardis d'argent.                                                                   |
| Blason de Fruges | Détails | Composé à partir des armes de deux familles ayant été suzeraines du lieu : les De Fiennes, avec le lion, et les De Sandelin, avec les coqs. Adopté par la municipalité en 1968. |

## Pour approfondir

#### Bases de données, dictionnaires et encyclopédies
- Ressources relatives à la géographie :   - Insee (communes)
  - Ldh/EHESS/Cassini
- Ressource relative à plusieurs domaines :   - Annuaire du service public français
- Notices d'autorité :   - VIAF
  - BnF (données)
  - IdRef
  - LCCN